# Contea di Butler (Ohio)
La contea di Butler, in inglese Butler County, è una contea dello Stato dell'Ohio, negli Stati Uniti. All'ultimo censimento la popolazione era di 332 807 abitanti; il capoluogo è Hamilton (Ohio). La contea deve il suo nome al generale Richard Butler, ucciso dai nativi americani nel 1791.

## Geografia fisica
L'U.S. Census Bureau certifica che l'estensione della contea è di 1218 km², di cui 1210 km² composti da terra e otto km² composti di acqua.

## Contee confinanti
- Contea di Preble, Ohio - nord
- Contea di Montgomery, Ohio - nord-est
- Contea di Warren, Ohio - est
- Contea di Hamilton, Ohio - sud
- Contea di Dearborn, Indiana - sud-ovest
- Contea di Franklin, Indiana - ovest
- Contea di Union, Indiana - nord-ovest

## Storia
La contea è stata istituita nel 1803.

## Città
- College Corner
- Fairfield
- Hamilton
- Jacksonburg
- Middletown
- Millville
- Monroe
- New Miami
- Oxford
- Seven Mile
- Sharonville
- Somerville
- Trenton

## Census-designated place
- Beckett Ridge
- Olde West Chester
- Ross
- South Middletown
- Wetherington